# Lepidoperca pulchella
Lepidoperca pulchella, thường được gọi là Eastern orange perch (cá mú cam phương đông), là một loài cá biển thuộc chi Lepidoperca trong họ Cá mú. Loài này được mô tả lần đầu tiên vào năm 1899.

## Phân bố và môi trường sống
L. pulchella có phạm vi phân bố giới hạn ở Tây Nam Thái Bình Dương. Đây là một loài đặc hữu của Úc, và đã được tìm thấy ở vùng biển phía đông nam nước này, bao gồm cả bang Victoria và Tasmania. Ghi nhận ở New Zealand là một sự nhầm lẫn. L. pulchella sống xung quanh các rạn đá ngầm trên thềm lục địa ở vùng biển cận nhiệt đới, độ sâu khoảng từ 50 đến 400 m.

## Mô tả
L. pulchella trưởng thành có chiều dài cơ thể lớn nhất được ghi nhận là 28 cm. Cơ thể hình bầu dục, màu đỏ cam, thường chuyển thành màu cam ở hai bên thân, và nhạt màu hơn ở bên dưới. Có một dải màu hồng nhạt kéo dài từ hàm trên đến phần dưới của nắp mang. Các vây có màu vàng. Con đực có một đốm đen lớn ở phần trước của vây lưng mềm. Vây ngực thon dài.
Số gai ở vây lưng: 10; Số tia vây mềm ở vây lưng: 16 - 17; Số gai ở vây hậu môn: 3; Số tia vây mềm ở vây hậu môn: 7 - 8; Số gai ở vây bụng: 1; Số tia vây mềm ở vây bụng: 5; Số tia vây mềm ở vây ngực: 16 - 17; Số tia vây mềm ở vây đuôi: 17; Số vảy đường bên: 42 - 46.
Thức ăn của L. pulchella là các loài động vật giáp xác. Loài này khó có thể đánh bắt do chúng chỉ sống ở vùng biển sâu.